# Льотинь (Великопольське воєводство)
Льотинь (пол. Lotyń, нім. Lottin) — село в Польщі, у гміні Оконек Злотовського повіту Великопольського воєводства.
Населення — 1253 особи (2011).
У 1975-1998 роках село належало до Пільського воєводства.

## Демографія
Демографічна структура станом на 31 березня 2011 року:
|          | Загалом | Допрацездатний вік | Працездатний вік | Постпрацездатний вік |
| -------- | ------- | ------------------ | ---------------- | -------------------- |
| Чоловіки | 650     | 148                | 453              | 49                   |
| Жінки    | 603     | 120                | 370              | 113                  |
| Разом    | 1253    | 268                | 823              | 162                  |